# کویئنچی
کویئنچی (به فرانسوی: Cuinchy) یک کمون (فرانسه) در فرانسه است که در پا-دو-کاله واقع شده‌است. کویئنچی ۴٫۱۵ کیلومتر مربع مساحت دارد ۲۱ متر بالاتر از سطح دریا واقع شده‌است.